# Per-Alvar Magnusson
Per-Alvar "Palle" Magnusson, född 29 juni 1958 i Bollnäs, död 2 april 2009 i Bollnäs,  var en svensk simmare som deltog vid olympiska sommarspelen 1980. Han ingick även i det svenska lag som tog VM-brons på 4x100 meter frisim vid världsmästerskapen i simsport 1978.
Efter att ha avslutat simkarriären började Magnusson delta på veterantävlingar under 2007. I samband med ett sådan evenemang drabbades han av en hjärnblödning och avled två veckor senare, 50 år gammal.
Sedan 2010 arrangeras simtävlingen Palles Minne till minne av Magnusson. Han är begravd på Bollnäs kyrkogård.